# Monika Zehrt
Monika Zehrt   (Riesa, 29 de setembre de 1952), posteriorment coneguda amb el nom de casada Monika Landgraf, va ser una atleta alemanya, especialista en els curses de velocitat, que va competir per la República Democràtica Alemanya, durant la dècada de 1970.
El 1972 va prendre part en els Jocs Olímpics de Múnic, on va guanyar la medalla d'or en les proves dels 400 metres i 4x400 metres relleus del programa d'atletisme. En aquesta darrera prova formà equip amb Dagmar Käsling, Rita Kühne i Helga Seidler, les quals milloraren en dues ocasions el rècord del món de l'especialitat.
En el seu palmarès també destaca una medalla d'or en els 4x400 metres relleus del Campionat d'Europa d'atletisme de 1971. També fou campiona nacional en nou ocasions i millorà el rècord del món dels 400 metres en una ocasió i en quatre dels 4x400 metres relleus.

## Millors marques
- 200 metres. 22.8" (1972)
- 400 metres. 51.0" (1972)[2][1]